# 昂格拉尔-圣费利克斯
昂格拉尔-圣费利克斯（法語：Anglars-Saint-Félix）是法国阿韦龙省的一个市镇，属于罗德兹区。该市镇2009年时的人口为820人。

## 人口
昂格拉尔-圣费利克斯人口变化图示
| 数据来源：INSEE |